# 美女暦
美女暦（びじょごよみ）とは、2008年9月15日に開始したWebサイトである。日替わりで女性の写真を表示していく内容で、モデルは「シロウト美女」とされる。シンプルな内容ながら多くのアクセスを集め、2009年6月には1日で100万ページビューを記録した。また2009年9月には、紙媒体の写真集がマガジンハウスより出版された。

## 概要
- 基本的に、1人ずつ美女が登場する仕組みになっている。
  - ただし、2人以上登場する日や2回以上登場する美女も存在する。
- 原則として、土・日・祝日は更新されないが、開始初日の2008年9月15日は祝日（敬老の日）である。
- 『美女暦シーズンⅡ（美女暦2）』（2009年11月～2010年9月）までは、タイトルに因んで、背景に各月のデザインが描かれていたが（例えば1月は門松）、2010年10月1日に『美女暦3』にリニューアルされてからはデザインが無い。

## 製作のきっかけ
製作者によると、美人時計よりも早く開始された美女暦には、以下のきっかけがある。
フジテレビ系列で正午に放送されている『笑っていいとも!』のワンコーナー、「テレフォンショッキング」を参考に作られたという（日付に、出演したゲストの顔写真が掲載される「テレフォンショッキング」と共通している）。

## 特徴
- 喫茶店・美容院などで働く女性や、大学生・専門学生などの学生も対象となっており、その範囲は広い。
  - その対象として、透明感のある18歳以上の女性で、ギャル系やお姉系はNGとしている[2] が、18歳未満の女性が登場することもある。
  - ミスコンテストに出場して賞を獲得した、いわゆるミス・準ミス（OGも含む）にスポットを当てることもある。
  - 登場する美女は、主に読者モデルが多く、踊り手や芸能人（昼ドラ出演歴のある金子織江や、音楽グループNMB48在籍前に島田玲奈、声優の入江麻衣子が登場したことがある）、フリーアナウンサーが登場することもある。
- 名前・出身地・年齢等はもちろん、職業または職場（Occupition、学生でミスコンテストに出場した人には、『ミス○○』などの称号）、恋人の有無・好きな男性の下着（現在は廃止されている）・結婚したい有名人・好きな女性有名人・1日デートしてみたい芸能人等にも答えている（既婚者や交際中の人、年齢差が大きい人、日本国外出身の人物、歴史上またはアニメや小説などの架空の人物を回答する女性も少なくない）。これらの、どの女性にもほぼ共通する質問文は、『美女暦シーズンⅡ』では英語で書かれていたが、『美女暦3』にリニューアルされてからは、再び日本語に戻っている。
  - 時期や職種、テーマによって、質問を変えていることもある。こちらの質問文は開始当初から日本語で書かれている。
- 『美女暦シーズンⅡ』の期間中は、時刻の表示・在住地（都道府県）の選択が可能だった。在住地を選択すると、その都道府県の天気が表示され、日にちは選択した女性の日にちが表示された。また、投票は1日分当たり1台のパソコンから1回しか出来ない。ブログもスタートし、メイキングを見ることが出来た。
  - その一方で、一部の利用者からは「使いづらい」というコメントが寄せられている。[3]
  - リニューアル前（『美女暦』時代）は、各月の日本語名（睦月、如月、…）と英語名（January,February,…）の両方があったが、リニューアル後は、各月の日本語名がなくなり、英語名のみとなった。
  - 2010年5月頃から、メニューボタンがピンクから青に変更された。また、左側にあるプロフィールバーを出すときは、今まで通り、マウスで当てると自動で出てくるが、プロフィールバーを隠すときはマウスでクリックしなければならない（同年8月頃から）。写真を撮影する際に出るシャッター音も出ていない。
- 『美女暦3』では、美女への投票や選択した女性の日にちが表示されることに変わりはないが、天気の代わりに月の満ち欠けが表示されている。
  - 日付について、リニューアル前（『美女暦シーズンⅡ』時代）は、『日、月、…、土』と日本語で表示されていたが、リニューアル後は、月のすぐ下に『SUN,MON,…,SAT』と英語になっている。
- 一部は、公開が終了した日もあり、カレンダーの日にちに --- と表示され、選択すると『本日の美女の公開は終了いたしました』と表示される。最初から公開をしていない日は、『本日の美女はお休みです』と表示される。（『美女暦2』では公開されている日を選択して日にちを戻すまたは送る必要があったが、『美女暦3』になってからは左上の日にちにカーソルを当てると好きな日にちにジャンプできる）
- 運営はKRHグループのKRH BLUE株式会社が2010年に一時的に行っていたが、現在は株式会社PINKUの運営となっている。
- 2011年4月には、美女暦としては初めてとなるカレンダーの製作が実施された。

## 沿革
- 2008年（平成20年）
  - 9月15日
    - 運営開始。（『美女暦シーズン1』）
- 2009年（平成21年）
  - 6月
    - 1日で100万ページビューを記録[1]。

  - 9月
    - 写真集がマガジンハウスより出版される。

  - 11月
    - 『美女暦シーズン2』にリニューアル。投票ボタンや在住地の天気が挿入される。同時に、ブログ『裏美女暦』、『美女暦通信』が開始。

  - 12月28日
    - 初めての『ミス美女暦』が実施される。
- 2010年（平成22年）
  - 時期不明
    - 運営会社が、KRHグループのKRH BLUE株式会社から株式会社PINKUに変わる。

  - 10月1日
    - 『美女暦シーズン3』にリニューアル。在住地の天気は廃止され、代わりに月の満ち欠けが挿入される。
- 2011年（平成23年）
  - 7月8日
    - 『美女暦通信』で、2011年5月の特集で登場した美女の写真集『つきあいたい』が、7月30日に扶桑社から発売されることが決定。

  - 7月14日
    - 『つきあいたい』の表紙デザインが正式に決定。

## ミス美女暦
- 2009年から毎年、年末に実施されるコンテストで、その年の1月1日から12月31日までに登場した美女を対象に選出するため、他のミス・コンテストとは異なり、『ネット界を勝手に代表するミス・コンテスト』と宣言している[4]。
- 選出の絶対条件は、単なるルックスの美しさのみならず、すっぴん美（素の美しさ）・ハニカミ笑顔・透明感の3点。これら以外に、アクセス数・ユーザー人気度・人間性・写真映え・美女動画・美女投票など[4] も重視して、プロデューサーの独自判断で選出される。
- 実施日等の日付は、『美女暦通信』による。

### 2009年（第1回）
- 実施日：12月28日
- 登場した美女：258人
- 候補者は12月18日付、最終選考者は12月28日付で発表

| 候補者       | 登場日   | 賞の名前     | 備考                                        |
| ------------ | -------- | ------------ | ------------------------------------------- |
| 戸室穂美     | 1月5日   | -            |                                             |
| 宇田川玲     | 1月15日  | -            | 最終選考選出者                              |
| 落合沙織     | 3月19日  | -            |                                             |
| 芹川有里     | 5月11日  | -            | 最終選考選出者                              |
| 石川真奈     | 6月12日  | 準ミス美女暦 | 最終選考選出者 撮影日時点で、最年少での登場 |
| 加藤怜       | 6月19日  | -            | 最終選考選出者                              |
| 小口ひとみ   | 8月3日   | 癒し美女賞   | 特別審査員賞を受賞                          |
| 上津原由貴奈 | 10月9日  | -            |                                             |
| 水谷悠莉     | 11月4日  | -            |                                             |
| 海下真夕     | 12月16日 | ミス美女暦   | 最終選考選出者                              |

### 2010年（第2回）
- 実施日：12月31日（当初は12月28日の予定だった）
  - 告知は12月15日付
- 登場した美女：264人

| 賞の名前     | 受賞者     | 登場日   |
| ------------ | ---------- | -------- |
| ミス美女暦   | 比留川良子 | 9月1日   |
| 準ミス美女暦 | 田邉奈緒子 | 2月1日   |
| 癒したde賞   | 千葉由佳   | 8月2日   |
| なでしこ賞   | 大川麗奈   | 7月7日   |
| カメラマン賞 | 月子       | 12月10日 |

### 2011年（第3回）
- 実施日：12月28日

| 賞の名前           | 受賞者             | 登場日                   |
| ------------------ | ------------------ | ------------------------ |
| ミス美女暦         | 金子織江(葉山織江) | 6月20日・8月1日・12月1日 |
| 準ミス美女暦       | 中島恵美           | 5月6日                   |
| なでしこ編集部賞   | 加瀬南斗           | 1月30日                  |
| 世の中を癒したde賞 | 島田玲奈           | 2月7日                   |
| 次世代美女暦賞     | 青木夏乃           | 8月26日                  |

## テーマ

### 2008年・2009年
| 年      | 月   | ターゲット・テーマ                                           | 背景               | 公開終了分              | 備考 |
| ------- | ---- | ------------------------------------------------------------ | ------------------ | ----------------------- | --- |
| 2008 年 | 9月  | カフェ店員                                                   | 十五夜             | 17日                    | 15日から |
| 2008 年 | 10月 | 美容師・スタイリスト                                         | 紅葉               | 15日・17日・ 20日・31日 | |
| 2008 年 | 11月 | アパレル店員                                                 | ????               | 無し                    | |
| 2008 年 | 12月 | ミスコンテスト出場者のうち、 ミス・準ミス選出者 （OGも含む） | 雪の 結晶          | 無し                    | |
| 2009 年 | 1月  | ミスコンテスト出場者のうち、 ミス・準ミス選出者 （OGも含む） | 門松               | 2日                     | 初めての土・日・祝日の公開。 1日（木）と3日（土）～9日（金）の毎日。以降は平常。 5日までは着物、6日からは平服。 |
| 2009 年 | 2月  | アパレル店員                                                 | 柊・豆             | 無し                    | |
| 2009 年 | 3月  | アパレル店員 （2日（月）～13日（金）の平日）                 | 梅                 | 5日                     | Cher開店14周年に因んで、 オーナーとモデルがお互いにコメントしている。                                           |
| 2009 年 | 3月  | ペットを飼う女性 （16日（月）～31日（火）の平日）            | 梅                 | 23日                    | |
| 2009 年 | 4月  | お花見美女                                                   | 桜の枝             | 13日                    | |
| 2009 年 | 5月  | 体育会系美女                                                 | 青々と 茂る 木の葉 | 13日・14日              | 平服と運動着の両方が被写体になっている。                                                                        |
| 2009 年 | 6月  | サロンモデル                                                 | 紫陽花             | 9日・29日               | 写真の最後の1枚に、スタイリストとのツーショットがある。 30日は5枚×2人という変則的な構成になっている。           |
| 2009 年 | 7月  | ネイリスト・ アイリスト（ごく一部）                          | 七夕               | 無し                    | |
| 2009 年 | 8月  | 浴衣美女・水着美女                                           | 金魚               | 無し                    | 先に浴衣美女、次に水着美女と 交互に公開されている。                                                             |
| 2009 年 | 9月  | カフェ店員                                                   | 十五夜             | 無し                    | |
| 2009 年 | 10月 | カメラ美女                                                   | 紅葉               | 無し                    | |
| 2009 年 | 11月 | ミスキャンパス                                               | ????               | 無し                    | 取材当時、まだミス・準ミスが決定されていなかったため、 候補者も掲載されていることになる。                       |
| 2009 年 | 12月 | 競馬美女                                                     | 雪の 結晶          | 無し                    | 運営開始以来初の無休更新で、JRAとの撮影協力。 土曜日は牝馬が、日曜日は前週の美女達が登場する（最終週は無い）。  |

### 2010年
| 月   | ターゲット・ テーマ   | 背景              | 公開 終了分 | 備考 |
| ---- | --------------------- | ----------------- | ----------- | --- |
| 1月  | 長崎美女              | 梅とトラ          | 無し        | 大河ドラマ『龍馬伝』の主役・福山雅治の出身地である長崎県に由来する。 1日（金）～8日（金）の毎日。以降は平常。 3日までは着物、4日からは平服。                  |
| 2月  | ファッション 美女     | 薔薇              | 無し        | |
| 3月  | シェービング 美女     | 桃の花と 菱餅     | 無し        | Schickとのコラボレーション。『デート』をテーマとしている。 |
| 4月  | お花見美女            | 桜の木            | 無し        | |
| 5月  | ノ美女・ ウ美女       | 青々と茂る 木の葉 | 無し        | 『ノ』は農業の略、『ウ』は海・魚（うお）の略で、漁業を指す。 祝日である3日（月）～5日（水）も更新。 先にノ美女、次にウ美女と交互に公開されている。            |
| 6月  | ルームウェア 美女     | 紫陽花            | 無し        | Ravijourとのコラボレーション。 |
| 7月  | レーシック 美女       | 七夕              | 無し        | 品川近視クリニックとの撮影協力。 2009年12月以来の無休での更新。                                                                                               |
| 8月  | SAL美女               | 金魚              | 無し        | 家電メーカー・Amadanaが発売する ポケットビデオカメラ｢SAL｣が9月1日に発売されることに由来する。                                                                 |
| 9月  | ほろよい 美女         | 十五夜            | 無し        | サントリーが製造する「トリスハイボール」が9月21日に発売されることに由来。 無休での更新は3回目で、土曜・日曜・23日の秋分の日は、2人～3人での登場となっている。 |
| 10月 | 猫美女 （11日を除く） | 無し              | 無し        | 先月に続く無休での更新 で、土曜・日曜は猫が登場している。 |
| 11月 | 学園祭美女            | 無し              | 無し        | 22日は写真のみ、25日は2人での登場 となっている。 登場した大学は、早稲田大学・専修大学・学習院大学・埼玉大学・駒澤大学。                                       |
| 12月 | コスプレ美女          | 無し              | 無し        | |

### 2011年
| 月   | ターゲット・ テーマ                                                      | 公開 終了分 | 備考 |
| ---- | ------------------------------------------------------------------------ | ----------- | --- |
| 1月  | 整形美美女                                                               | 無し        | 品川美容外科との撮影協力。 5度目の無休更新。                                                                                     |
| 2月  | JK美女                                                                   | 無し        | |
| 3 月 | How to 動画美女 （1日（火）～11日（金）の平日・ 24日（木）・25日（金）） | 無し        | 1日・8日は動画が非公開となっている。 メイクが8人、ダンスが紗々と瀬古あゆみの2人、料理が三木彩加1人。                             |
| 3 月 | さくら学院 （14日（月）～23日（水）の毎日）                              | 無し        | 小学生・中学生が登場しているため、 いくつかの質問が『なし』または空白になっている。 動画は全て、ユーザにより削除されている。     |
| 3 月 | ほのぼの美女 （28日（月）～31日（木））                                  | 無し        | レイクとのタイアップ。 美女たちが、体にレイクのロゴが書かれたシールを貼ったり塗ったりしている。                                  |
| 4月  | ほのぼの美女                                                             | 無し        | 6度目の無休更新。前月に続き、レイクとのタイアップ。 また、美女暦としては初めてとなるカレンダーの製作が、左記テーマに用いられた。 |
| 5月  | 歴代人気美女特集                                                         | 無し        | |
| 6月  | メガネ美女                                                               | 無し        | |
| 7月  | 涼風美女2011                                                             | 無し        | プラチナム・パスポートに所属している女性で結成された 大人系セクシーユニット『predia』が登場している。                            |
| 8月  | 音楽大好き美女                                                           | 無し        | 『美女暦通信』や『裏美女暦』による事前のテーマ発表が無かった。                                                                   |
| 9月  | 秋美女                                                                   | 無し        | |
| 10月 | 秋美女                                                                   | 無し        | |
| 11月 | iqon美女                                                                 | 無し        | |
| 12月 | CHINTAI美女                                                              | 無し        | 7度目の無休更新。 デジタルCHINTAI 「カバーガールオーディション」とのコラボ企画。 金子織江（葉山織江）がグランプリを受賞。        |

### 2012年
| 月   | ターゲット・テーマ | 公開終了分 | 備考 |
| ---- | ------------------ | ---------- | --- |
| 1 月 | スリーボム 美女    | 無し       | ノンシリコンヘアケア商品『スリーボム』が 1月15日に発売されることに由来する。 更新日は下記の通り。 1日（日）～6日（金）までの毎日、 10日（火）以降の平日、14日（土）・15日（日） |
| 2月  | スリーボム 美女    | 無し       | |
| 3月  | レブール美女       | 無し       | ノンシリコンシャンプー『Rêveur』とのコラボレーション。 主に『Rêveur』を使用している美女が登場する予定。                                                                         |
| 4月  | 現役制服美女       | 無し       | |
| 5月  | 競馬カード美女     | 無し       | ネットカードダス『オーナーズホース』が 5月26日に発売されることに由来する。 |
| 6月  | コスメキッチン     | 無し       | 『コスメキッチン』とのコラボレーション。 |
| 7月  | 凛美女             | 無し       | |
| 8月  |                    |            | |
| 9月  | サロンモデル美女   | 無し       | |
| 10月 |                    |            | |
| 11月 | 美髪美女           |            | |
| 12月 | ごはん好き美女     |            | |